# カンムリエボシドリ
カンムリエボシドリ （学名：Corythaeola cristata）は、カッコウ目エボシドリ科に分類される鳥類。